# Associazione Calcio Pro Rovigo 1945-1946
Questa pagina raccoglie le informazioni riguardanti l'Associazione Calcio Pro Rovigo nelle competizioni ufficiali della stagione 1945-1946.

## Stagione
Terminata la guerra si cerca di ritornare alla normalità, e lo sport aiuta a raggiungere tale traguardo. A Rovigo vede la luce una nuova Associazione Calcio cui viene imposto il nome di Pro Rovigo, che rievoca il vecchio sodalizio attivo a cavallo degli anni '10 e '20. Le maglie da granata ritornano azzurre. Nella stagione 1945-1946 il Rovigo disputa il girone B del campionato di Serie C, piazzandosi in undicesima posizione di classifica con 22 punti. Il torneo è stato vinto con 43 punti dalla Mestrina, che dopo la disputa delle finali è stata promossa in Serie B.

## Rosa
| N. |                   | Ruolo | Calciatore         |
| -- | ----------------- | ----- | ------------------ |
|    | Italia (bandiera) | D     | Ennio Alberghini   |
|    | Italia (bandiera) | A     | Virgilio Andrioli  |
|    | Italia (bandiera) | A     | Boraso             |
|    | Italia (bandiera) | C     | Ennio Brancalion   |
|    | Italia (bandiera) | A     | Giuseppe Brunello  |
|    | Italia (bandiera) | A     | M. Cappellozza     |
|    | Italia (bandiera) | D     | Giovanni Cattozzo  |
|    | Italia (bandiera) | A     | Raffaele Ceciliato |
|    | Italia (bandiera) | D     | Mario Contratti    |
|    | Italia (bandiera) | A     | Dino Ferrari       |
|    | Italia (bandiera) | C     | Antonio Franco     |

| N. |                   | Ruolo | Calciatore         |
| -- | ----------------- | ----- | ------------------ |
|    | Italia (bandiera) | P     | Gallian            |
|    | Italia (bandiera) | C     | Pietro Girelli     |
|    | Italia (bandiera) | D     | Walter Magosso     |
|    | Italia (bandiera) | A     | Luciano Martinelli |
|    | Italia (bandiera) | C     | Galliano Menin     |
|    | Italia (bandiera) | A     | Pizzardo           |
|    | Italia (bandiera) | C     | Ubaldo Ravenna     |
|    | Italia (bandiera) | C     | Mario Scagnolari   |
|    | Italia (bandiera) | C     | Bruno Schiesaro    |
|    | Italia (bandiera) | A     | A. Suriani         |
|    | Italia (bandiera) | C     | Italo Vania        |